# Lietuvos valstiečių ir žaliųjų sąjunga
Lietuvos valstiečių ir žaliųjų sąjunga (LVŽS), »Litauiske bonde- og grønne union«, er et konservativt og agrart center-højreparti i Litauen. Det fik sit nuværende navn i februar 2012. Partiet indgår i Alliance for Nationernes Europa (AEN) og dets europaparlamentarikere sad frem til Europaparlamentsvalget 2009 i gruppen Union for Nationernes Europa (UEN).
I Europaparlamentsvalget 2004 fik partiet 7,4 % af stemmerne, hvilket gav dem et mandat. I valget til Litauens parlament 2008 fik partiet kun 3,74 % af stemmerne, hvilket gav partiet tre mandater. Således mistede partiet syv mandater sammenlignet med det nationale valg 2004.

## Historie
I februar 2006 besluttede partiet, der var ledet af den litauiske politiker Kazimiera Prunskienė, at omdøbe sig selv efter forbillede fra førkrigstidens litauiske Bøndernes folkelige Union. Det havde tidligere været kendt som "Valstiečių ir Naujosios demokratijos partijų Sąjunga", eller VNDS, som kan oversættes til "Bønder og Nye Demokratiske Partis Union" eller "Unionen af bønder og nye demokratiske parter". Dette navn stammede fra sin oprindelse fra et valg af alliance mellem "De litauiske bønders Parti" (Lietuvos valstiečių partija) og "Nye Demokratiske Parti" (Naujosios demokratijos partija), som fusionerede og dannede "Den Litauiske Bondefolkunion".
Partiet skiftede navn til litauisk "Litauiske bonde- og grønne union" i januar 2012.

### Vælgertilslutning
Ved det europæiske parlamentsvalg 2004 fik partiet 7,4% af stemmerne og vandt 1 MEP, der sluttede sig til gruppen Unionen for Nationernes Europa.
Partiets kandidat Kazimiera Prunskienė vandt 21,4% af stemmerne i første runde og 47,4% i anden runde i præsidentvalget den 13. juni 2004. Ved parlamentsvalget den 10. oktober 2004 vandt partiet 6,6% af stemmerne og 10 ud af 141 pladser.
Ved parlamentsvalget i 2008 oplevede partiet store tab og bevarede kun 3 ud af sine foregående 10 pladser i Seimas og 3,74% af stemmerne, hvorfor partiet fortsatte i opposition.
I 2009 ved Europaparlamentsvalget fik partiet blot 1,82% og mistede sin repræsentation.
I 2012 ved det litauiske parlamentsvalg fik partiet 3,88% af stemmerne og mistede to pladser mere i forhold til sidste valg, og var repræsenteret ved et eneste partimedlem i Seimas.
Ved Europaparlamentsvalget i 2014 sikrede partiet en plads i parlamentet med 6,25% af de nationale stemmer. Efter valget annoncerede partiet, at det overvejede at tilslutte sig Gruppen for Det Europæiske Folkeparti (EPP). Men partiets medlem, Bronis Ropė, sluttede sig i stedet til Gruppen af De Grønne/Europæiske Frie Alliance (Greens/EFA)
Ved parlamentsvalget i Litauen 2016 fik partiet 22.45 % af stemmerne og 54 af Seimas 141 pladser. Partiet havde ført valgkamp på, at litauerne skulle forblive i landet på baggrund af, at indbyggertallet er faldet til 2.9 million fra 3.3 million, bl.a. fordi 370.000 var flyttet til udlandet, især Storbritannien, siden Litauen blev medlem af EU i 2004.